# Toechima daemelianum
Toechima daemelianum är en kinesträdsväxtart som först beskrevs av Ferdinand von Mueller, och fick sitt nu gällande namn av Ludwig Radlkofer. Toechima daemelianum ingår i släktet Toechima och familjen kinesträdsväxter. Inga underarter finns listade i Catalogue of Life.